# داگمار کاسلینگ
داگمار کاسلینگ (آلمانی: Dagmar Käsling؛ زادهٔ ۱۵ فوریه ۱۹۴۷) دونده اهل آلمان بود.
وی در مسابقات کشوری و بین‌المللی در مجموع برندهٔ ۱ مدال طلا شده‌است.